# Joaquín Templado Castaño
Joaquín Templado Castaño (1926-1992) profesor y entomólogo español.
Estudió Ciencias Naturales en la Universidad Complutense de Madrid. 

## Obra seleccionada
- TEMPLADO, J. & E. ORTIZ, 1966. Datos morfológicos y citogenéticos sobre Dicranura ibérica n. sp. Bol. R. Soc. Española Hist. Nat. (Biol.) 64: 47-56.